# Lee Hye-jin
En aquest nom coreà, el cognom és Lee.
Lee Hye-jin (en coreà 이 혜진; 23 de gener de 1992) és una ciclista sud-coreana, especialista en la pista i la carretera. Ha guanyat diferents medalles en els campionats asiàtics i ha participat en dues edicions dels Jocs Olímpics.

## Palmarès
- 2015
  -  Campiona del món júnior en 500 metres contrarellotge
  -  Campiona del món júnior en Velocitat
  - Campiona d'Àsia en Velocitat per equips
- 2017
  - Campiona d'Àsia en Velocitat per equips